# Frobenius Orgelbyggeri

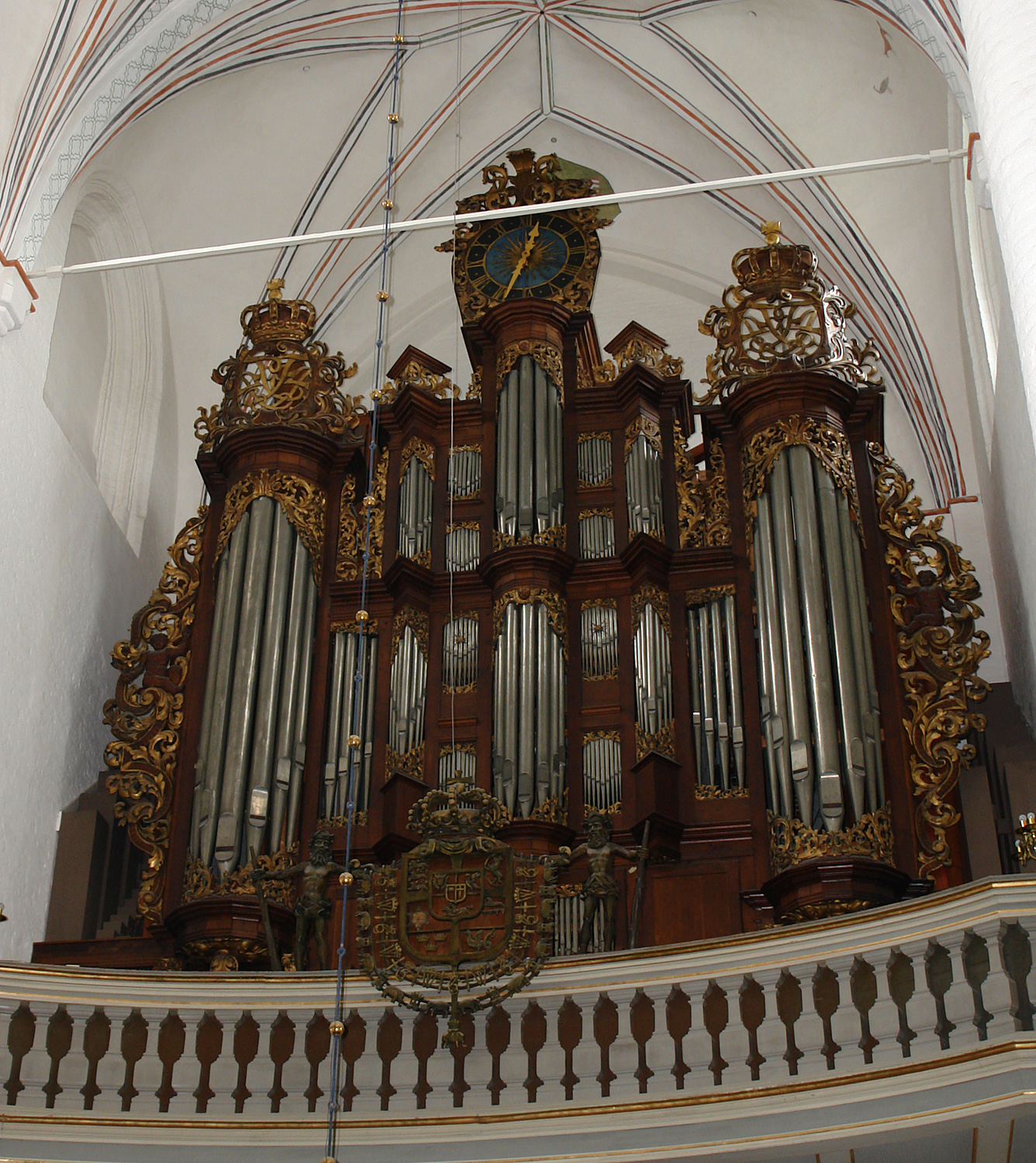
Grand orgue de la cathédrale d'Århus

Frobenius Orgelbyggeri (Th. Frobenius og Sønner Orgelbyggeri A/S) est un facteur d'orgue danois dont le siège est à Lyngby. La société a été fondée en 1909 par Theodor Frobenius.
Frobenius a construit plus d'un millier d'orgues à tuyaux, dont celui de la cathédrale d'Århus, le plus grand dans une église danoise.

## Principales réalisations
- Cathédrale d'Århus, 89 jeux (1928-2001)
- The Queen's College (Oxford), (1965)
- Cathédrale de Ribe, 50 jeux (1973)
- Église de Vangede, 40 jeux, architecte : Johan Otto von Spreckelsen (1979)
- Robinson College (Cambridge), 26 jeux (1979)
- Église de Jørlunde, 24 jeux, spécifications par le compositeur Frederik Magle (2009)